# Günther Marxer
Günther Marxer (* 3. Juni 1964 in Eschen) ist ein ehemaliger liechtensteinischer Skirennläufer.

## Biografie
Marxer nahm an den Alpinen Ski-Juniorenweltmeisterschaften 1984 teil. Noch bevor er sein erstes Rennen im Weltcup bestritt, trat er bereits in Sarajevo bei den Olympischen Winterspielen 1984 an. In der Abfahrt belegte er den 13. und im Riesenslalom den 23. Rang. Im Slalom schied er aus.
Auch zwei Jahre später bei den Spielen in Calgary nahm er teil. Dieses Mal im Super-G, wo er den 17. Platz belegte. Im Riesenslalom-Rennen fuhr er auf Rang 25. 1992 folgte seine dritte Olympiateilnahme, auch dieses Mal nahm er an den Rennen im Super-G (26.) und Riesenslalom (15.) teil.
Seine beste Platzierung im Weltcup erreichte Marxer am 6. Dezember 1986 beim Super-G Rennen in Val-d’Isère.